# Regina Sterz
Regina Sterz, née Regina Mader le 23 mars 1985 à St. Johann in Tirol, est une skieuse alpine autrichienne.

## Carrière
En équipe nationale depuis 2003, elle participe à sa première course de Coupe du monde en janvier 2007 à l'occasion du super combiné d'Altenmarkt-Zauchensee. Elle effectue sa première saison complète en 2008-2009, lors de laquelle elle réalise son premier top 10 au super G de Bansko (9e). Un an plus tard, elle dispute les Jeux olympiques de Vancouver, se classant 14e de la descente. 
Lors des saisons 2012-2013 et 2013-2014, elle totalise six top 10, dont trois cinquièmes places. En 2014, elle participe au super G des Jeux olympiques de Sotchi, décrochant la onzième place finale. À l'issue de la saison 2014-2015, elle met à terme à sa carrière sportive.

## Palmarès

### Jeux olympiques
| Épreuve / Édition | Vancouver 2010 | Sotchi 2014 |
| Descente          | 14e            | -           |
| Super G           | -              | 11e         |

### Championnats du monde
| Épreuve / Édition | Garmisch-Partenkirchen 2011 | Schladming 2013 |
| Descente          | 23e                         | 18e             |
| Super G           | -                           | 17e             |

### Coupe du monde
- Meilleur classement général : 24e en 2014.
- Meilleur résultat : 5e à trois reprises.

#### Différents classements en Coupe du monde
| Saison / Épreuve | Saison / Épreuve | Général | Général | Descente | Descente | Super G | Super G | Combiné | Combiné |
| ---------------- | ---------------- | ------- | ------- | -------- | -------- | ------- | ------- | ------- | ------- |
| Saison / Épreuve | Saison / Épreuve | Class.  | Points  | Class.   | Points   | Class.  | Points  | Class.  | Points  |
| 2009             | 2009             | 63e     | 32      | 45e      | 4        | 24e     | 69      | 31e     | 17      |
| 2010             | 2010             | 68e     | 77      | 37e      | 34       | 30e     | 43      | -       | -       |
| 2011             | 2011             | 39e     | 164     | 27e      | 58       | 14e     | 97      | 36e     | 9       |
| 2012             | 2012             | 75e     | 67      | 43e      | 9        | 27e     | 50      | 31e     | 8       |
| 2013             | 2013             | 33e     | 261     | 17e      | 162      | 15e     | 99      | -       | -       |
| 2014             | 2014             | 24e     | 285     | 16e      | 156      | 11e     | 129     | -       | -       |
| 2015             | 2015             | 61e     | 94      | 35e      | 23       | 22e     | 71      | -       | -       |

### Coupe d'Europe
- 8 podiums dont 2 victoires (1 en slalom géant et 1 en super G).

## Vie privée
Regina Sterz est marié à Patrick Sterz depuis le juin 2012. Jusqu'à la saison 2011-2012 elle concourt sous le nom de Regina Mader puis depuis la saison 2012-2013 sous le nom de Regina Sterz. Ils ont une fille, Lena Sophie, depuis le 1er janvier 2016.